# Гриценко Микола Семенович
Мико́ла Семе́нович Грице́нко (* 9 травня 1962, Тимченки, Сумська область, УРСР) — український поет, прозаїк, журналіст, громадський діяч. Президент благодійної організації "Фонд сприяння ініціативам газети «День». Член Національної спілки журналістів України, перший заступник голови Національної спілки письменників України (з березня 2024 року). Заслужений діяч мистецтв України, лауреат літературних премій і конкурсів.

## Життєпис
Після закінчення Козелянської середньої школи вступив на факультет журналістики Київського державного університету ім. Т. Шевченка, де отримав фах телевізійного журналіста.
Служив у лавах Радянської Армії. У 1986 році у складі військових підрозділів брав участь у ліквідації наслідків аварії на Чорнобильській АЕС.
Після демобілізації почав працювати у Сумському облтелерадіокомітеті. При створенні головної редакції телебачення в 1987 році, став першим головним редактором телебачення Сумського облтелерадіокомітету. На сумському телебаченні був автором і ведучим багатьох циклів популярних телепрограм з 1987 по 1995 рік. В 1995 році був призначений представником Національної ради України з питань телебачення і радіомовлення в Сумській області. Брав безпосередню участь в розробці та реалізації концепції розвитку телерадіомовного простору Сумської області.
З 2000 року працює в центральному апараті Національної ради України з питань телебачення і радіомовлення, є керівником прес-служби Національної ради, головним редактором журналу «Вісник Національної ради України з питань телебачення і радіомовлення».
З 2012 року — президент благодійної організації "Фонд сприяння ініціативам газети «День»;

## Літературна творчість
Микола Гриценко є автором низки книг прози, поезії і публіцистики:
- «Довго кувати зозулі» (1993),
- «Білий налив» (1994),
- «Самар» (1998),
- «Книжка» (2000),
- «Голоси на вітрі» (2004),
- «Живи добром» (2009),
- «Повернення дощу» (2010),
- «САМАР-І-Я» (2012)
- «На зелених іконах дерев» (2014),
- збірка любовної поезії «Лови/Love» (2018).
- Колосінь : поезії. — Київ : Самміт-книга, 2020. — 144 с. — ISBN 978-966-986-203-7.[1]

Він є автором тексту гімну міста Сум (композитор і виконавець Валерій Козупиця), низки популярних пісень, що стали лауреатами пісенних Всеукраїнських фестивалів «Пісня року»: «Сумська мелодія», «Дві долі», «Юності пора» та інших.

## Громадська діяльність
В Сумах у 1998 році був ініціатором створення обласного громадського об'єднання Мистецький центр «Собор», з 1998 — голова правління цієї організації. Мистецький центр «Собор» став консолідуючою організацією митців краю, представників різних громадських осередків. На базі мистецького центру у 2009 створений артклуб «Сумка». Микола Гриценко автор ідеї та координатор проекту зі спорудження в Сумах пам'ятного знаку «Сумка», який вирізняється оригінальністю, щирістю і народністю.
Після переїзду в Київ став членом ради громадської організації «Сумське земляцтво в м. Києві», головним редактором альманаху Сумського земляцтва «Земляки».
З 2005 по 2015 роки очолював ГО «Недригайлівське земляцтво у місті Києві»
У різні роки був співкоординатором та головою журі Всеукраїнських літературних конкурсів «Коронація слова» та «Золотий лелека».
Член Національної спілки журналістів України та Національної сіпілки письменників України, відповідальний секретар Національної спілки письменників України (2019—2024), перший заступник голови НСПУ (з березня 2024).

## Відзнаки
Заслужений діяч мистецтв України (2017).
Лауреат премій:
- Літературна премія імені Леоніда Глібова,
- Всеукраїнська літературна премія імені Олександра Олеся,
- Міжнародна літературна премія імені Івана Кошелівця
- Міжнародна літературна премія імені Григорія Сковороди «Сад божественних пісень».
- Всеукраїнська літературна премія імені Павла Тичини (рішення журі та секретаріату НСПУ від 27 грудня 2022 року, за збірку поезій «Колосінь»).

Лауреат Міжнародного літературного конкурсу «Гранослов» (1993).